# Sajjad Karim
Sajjad Karim est un député européen britannique né le 11 juillet 1970 à Blackburn. Il est membre du Parti conservateur après avoir appartenu aux Libéraux-démocrates jusqu'en 2008.

## Biographie
D'origine pakistanaise, il a été élu député européen pour la première fois lors des élections européennes de 2004 sous l'étiquette des Démocrates libéraux et siège alors au sein de l'Alliance des démocrates et des libéraux pour l'Europe. En décembre 2007, il rejoint le Parti conservateur et devient membre du groupe du Parti populaire européen.
Il est réélu lors des élections européennes de 2009 dans la circonscription de l'Angleterre du Nord-Ouest.
Au cours de la 7e législature, il siège au sein du groupe des conservateurs et réformistes européens. Il est membre de la commission  des affaires juridiques. Il milite lors du referendum sur le Brexit pour le maintien du Royaume-Uni au sein de l'Union européenne.